# Llista d'asteroides/160701-160800
| Nom      | Designació provisional | Data de descobriment   | Lloc de descobriment | Descobridor/s |
| -------- | ---------------------- | ---------------------- | -------------------- | ------------- |
| 160701 - | 2000 OD50              | 31 de juliol de 2000   | Socorro              | LINEAR        |
| 160702 - | 2000 PU2               | 2 d'agost de 2000      | Socorro              | LINEAR        |
| 160703 - | 2000 PB19              | 1 d'agost de 2000      | Socorro              | LINEAR        |
| 160704 - | 2000 PW27              | 9 d'agost de 2000      | Socorro              | LINEAR        |
| 160705 - | 2000 QE4               | 24 d'agost de 2000     | Socorro              | LINEAR        |
| 160706 - | 2000 QK4               | 24 d'agost de 2000     | Socorro              | LINEAR        |
| 160707 - | 2000 QP10              | 24 d'agost de 2000     | Socorro              | LINEAR        |
| 160708 - | 2000 QF20              | 24 d'agost de 2000     | Socorro              | LINEAR        |
| 160709 - | 2000 QC30              | 25 d'agost de 2000     | Socorro              | LINEAR        |
| 160710 - | 2000 QA52              | 24 d'agost de 2000     | Socorro              | LINEAR        |
| 160711 - | 2000 QK73              | 24 d'agost de 2000     | Socorro              | LINEAR        |
| 160712 - | 2000 QN85              | 25 d'agost de 2000     | Socorro              | LINEAR        |
| 160713 - | 2000 QQ96              | 28 d'agost de 2000     | Socorro              | LINEAR        |
| 160714 - | 2000 QO103             | 28 d'agost de 2000     | Socorro              | LINEAR        |
| 160715 - | 2000 QG106             | 28 d'agost de 2000     | Socorro              | LINEAR        |
| 160716 - | 2000 QG109             | 29 d'agost de 2000     | Socorro              | LINEAR        |
| 160717 - | 2000 QS118             | 25 d'agost de 2000     | Socorro              | LINEAR        |
| 160718 - | 2000 QP125             | 31 d'agost de 2000     | Socorro              | LINEAR        |
| 160719 - | 2000 QO132             | 26 d'agost de 2000     | Socorro              | LINEAR        |
| 160720 - | 2000 QM158             | 31 d'agost de 2000     | Socorro              | LINEAR        |
| 160721 - | 2000 QB159             | 31 d'agost de 2000     | Socorro              | LINEAR        |
| 160722 - | 2000 QY166             | 31 d'agost de 2000     | Socorro              | LINEAR        |
| 160723 - | 2000 QL171             | 31 d'agost de 2000     | Socorro              | LINEAR        |
| 160724 - | 2000 QM171             | 31 d'agost de 2000     | Socorro              | LINEAR        |
| 160725 - | 2000 QV176             | 31 d'agost de 2000     | Socorro              | LINEAR        |
| 160726 - | 2000 QS179             | 31 d'agost de 2000     | Socorro              | LINEAR        |
| 160727 - | 2000 QG184             | 26 d'agost de 2000     | Socorro              | LINEAR        |
| 160728 - | 2000 QG192             | 26 d'agost de 2000     | Socorro              | LINEAR        |
| 160729 - | 2000 QC201             | 29 d'agost de 2000     | Socorro              | LINEAR        |
| 160730 - | 2000 QQ209             | 31 d'agost de 2000     | Socorro              | LINEAR        |
| 160731 - | 2000 QY230             | 31 d'agost de 2000     | Kitt Peak            | Spacewatch    |
| 160732 - | 2000 RU17              | 1 de setembre de 2000  | Socorro              | LINEAR        |
| 160733 - | 2000 RE22              | 1 de setembre de 2000  | Socorro              | LINEAR        |
| 160734 - | 2000 RS23              | 1 de setembre de 2000  | Socorro              | LINEAR        |
| 160735 - | 2000 RP27              | 1 de setembre de 2000  | Socorro              | LINEAR        |
| 160736 - | 2000 RB32              | 1 de setembre de 2000  | Socorro              | LINEAR        |
| 160737 - | 2000 RL34              | 1 de setembre de 2000  | Socorro              | LINEAR        |
| 160738 - | 2000 RZ41              | 3 de setembre de 2000  | Socorro              | LINEAR        |
| 160739 - | 2000 RB51              | 5 de setembre de 2000  | Socorro              | LINEAR        |
| 160740 - | 2000 RW69              | 2 de setembre de 2000  | Socorro              | LINEAR        |
| 160741 - | 2000 RE72              | 2 de setembre de 2000  | Socorro              | LINEAR        |
| 160742 - | 2000 RT83              | 1 de setembre de 2000  | Socorro              | LINEAR        |
| 160743 - | 2000 RU84              | 2 de setembre de 2000  | Anderson Mesa        | LONEOS        |
| 160744 - | 2000 RO91              | 3 de setembre de 2000  | Socorro              | LINEAR        |
| 160745 - | 2000 RW95              | 4 de setembre de 2000  | Haleakala            | NEAT          |
| 160746 - | 2000 RD100             | 5 de setembre de 2000  | Socorro              | LINEAR        |
| 160747 - | 2000 SR9               | 23 de setembre de 2000 | Socorro              | LINEAR        |
| 160748 - | 2000 SM35              | 24 de setembre de 2000 | Socorro              | LINEAR        |
| 160749 - | 2000 SZ74              | 24 de setembre de 2000 | Socorro              | LINEAR        |
| 160750 - | 2000 SR78              | 24 de setembre de 2000 | Socorro              | LINEAR        |
| 160751 - | 2000 SC83              | 24 de setembre de 2000 | Socorro              | LINEAR        |
| 160752 - | 2000 SQ84              | 24 de setembre de 2000 | Socorro              | LINEAR        |
| 160753 - | 2000 SW84              | 24 de setembre de 2000 | Socorro              | LINEAR        |
| 160754 - | 2000 SM88              | 24 de setembre de 2000 | Socorro              | LINEAR        |
| 160755 - | 2000 SE94              | 23 de setembre de 2000 | Socorro              | LINEAR        |
| 160756 - | 2000 SE96              | 23 de setembre de 2000 | Socorro              | LINEAR        |
| 160757 - | 2000 SU98              | 23 de setembre de 2000 | Socorro              | LINEAR        |
| 160758 - | 2000 SM99              | 23 de setembre de 2000 | Socorro              | LINEAR        |
| 160759 - | 2000 SV101             | 24 de setembre de 2000 | Socorro              | LINEAR        |
| 160760 - | 2000 SV103             | 24 de setembre de 2000 | Socorro              | LINEAR        |
| 160761 - | 2000 SE105             | 24 de setembre de 2000 | Socorro              | LINEAR        |
| 160762 - | 2000 SL106             | 24 de setembre de 2000 | Socorro              | LINEAR        |
| 160763 - | 2000 SJ108             | 24 de setembre de 2000 | Socorro              | LINEAR        |
| 160764 - | 2000 SJ125             | 24 de setembre de 2000 | Socorro              | LINEAR        |
| 160765 - | 2000 SK126             | 24 de setembre de 2000 | Socorro              | LINEAR        |
| 160766 - | 2000 SY130             | 22 de setembre de 2000 | Socorro              | LINEAR        |
| 160767 - | 2000 SS133             | 23 de setembre de 2000 | Socorro              | LINEAR        |
| 160768 - | 2000 SQ137             | 23 de setembre de 2000 | Socorro              | LINEAR        |
| 160769 - | 2000 SM152             | 24 de setembre de 2000 | Socorro              | LINEAR        |
| 160770 - | 2000 SF188             | 21 de setembre de 2000 | Haleakala            | NEAT          |
| 160771 - | 2000 SM195             | 24 de setembre de 2000 | Socorro              | LINEAR        |
| 160772 - | 2000 SU199             | 24 de setembre de 2000 | Socorro              | LINEAR        |
| 160773 - | 2000 SG206             | 24 de setembre de 2000 | Socorro              | LINEAR        |
| 160774 - | 2000 SK217             | 26 de setembre de 2000 | Socorro              | LINEAR        |
| 160775 - | 2000 SW234             | 24 de setembre de 2000 | Socorro              | LINEAR        |
| 160776 - | 2000 SP241             | 24 de setembre de 2000 | Socorro              | LINEAR        |
| 160777 - | 2000 SL243             | 24 de setembre de 2000 | Socorro              | LINEAR        |
| 160778 - | 2000 SA250             | 24 de setembre de 2000 | Socorro              | LINEAR        |
| 160779 - | 2000 SV257             | 24 de setembre de 2000 | Socorro              | LINEAR        |
| 160780 - | 2000 SL267             | 27 de setembre de 2000 | Socorro              | LINEAR        |
| 160781 - | 2000 SK277             | 30 de setembre de 2000 | Socorro              | LINEAR        |
| 160782 - | 2000 SY284             | 23 de setembre de 2000 | Socorro              | LINEAR        |
| 160783 - | 2000 SB292             | 27 de setembre de 2000 | Socorro              | LINEAR        |
| 160784 - | 2000 SF326             | 29 de setembre de 2000 | Kitt Peak            | Spacewatch    |
| 160785 - | 2000 SV337             | 25 de setembre de 2000 | Haleakala            | NEAT          |
| 160786 - | 2000 SM356             | 29 de setembre de 2000 | Anderson Mesa        | LONEOS        |
| 160787 - | 2000 SE361             | 23 de setembre de 2000 | Anderson Mesa        | LONEOS        |
| 160788 - | 2000 TF21              | 1 d'octubre de 2000    | Socorro              | LINEAR        |
| 160789 - | 2000 TJ23              | 1 d'octubre de 2000    | Socorro              | LINEAR        |
| 160790 - | 2000 TP42              | 1 d'octubre de 2000    | Socorro              | LINEAR        |
| 160791 - | 2000 TF45              | 1 d'octubre de 2000    | Socorro              | LINEAR        |
| 160792 - | 2000 TS50              | 1 d'octubre de 2000    | Socorro              | LINEAR        |
| 160793 - | 2000 TN54              | 1 d'octubre de 2000    | Socorro              | LINEAR        |
| 160794 - | 2000 UC7               | 24 d'octubre de 2000   | Socorro              | LINEAR        |
| 160795 - | 2000 UA17              | 24 d'octubre de 2000   | Socorro              | LINEAR        |
| 160796 - | 2000 UL20              | 24 d'octubre de 2000   | Socorro              | LINEAR        |
| 160797 - | 2000 UM22              | 24 d'octubre de 2000   | Socorro              | LINEAR        |
| 160798 - | 2000 UH59              | 25 d'octubre de 2000   | Socorro              | LINEAR        |
| 160799 - | 2000 UN65              | 25 d'octubre de 2000   | Socorro              | LINEAR        |
| 160800 - | 2000 UF71              | 25 d'octubre de 2000   | Socorro              | LINEAR        |